# Ecuadors historia
Ecuador, Republiken vid ekvatorn, var ett av tre länder som uppstod då Gran Colombia föll samman 1830. De andra var Colombia och Venezuela. Mellan 1904 och 1942 förlorade Ecuador områden i flera konflikter med grannländerna. Ett gränskrig mot Peru flammade upp 1995, men löstes 1999.
Under Ecuadors historia har en kontinuitet funnits inom traditionella kulturella och ekonomiska mönster liksom inom det sociala och politiska samarbetet mellan landets heterogena sociala grupperingar. Moderna inslag överlappar de traditionella vilket gör dagens Ecuador till ett levande museum över sitt varierande och rika kulturarv. Det förcolumbiska Ecuador visas i de bestående ursprungliga språken, sederna och ekonomiska aktiviteterna bland ett stort, om än avtagande, antal samhällen i Sierra (Andernas högland) och Oriente (den östra regionen). Även arvet efter tre århundraden av spanskt kolonialstyre är tydligt och innefattar sociala skillnader som till stor del beror på ras, jordägande och landets europeiskt dominerande kulturyttringar.
Analytiker av Ecuadors politiska historia efter oberoendet har angett flera bestående inslag. Regionalismen är särskilt framträdande, speciellt som uttryck i kampen mellan Sierra, där Quito ligger, och Costa, där Guayaquil ligger. Regionalismen har visas i partikampen mellan de Quitobaserade konservativa och de Guayaquilbaserade liberalerna. Personligheter, från politiskt framstående militära caudillos under republikens första år, till de civila diktatorerna och populisterna under senare tid, har varit ett annat bestående inslag sedan oberoendet.
Det kanske mest konsekventa inslaget i republikens historia är den politiska instabiliteten. Under ett och ett halvt sekel ägde 86 regeringsbyten rum, vilket gav en genomsnittlig regeringstid på 1,75 år. 1979 års konstitution var Ecuadors 17:e nationella stadgar. Ecuadors politiska instabilitet är ett resultat av den ovan nämnda kampen kombinerad med den viktiga politiska rollen hos landets beväpnade styrkor. De längsta perioderna av civilt konstitutionellt styre var mellan 1912 och 1925 samt mellan 1948 och 1961. Som ett resultat har regeringens inrättningar haft små möjligheter att utvecklas till ett etablerat civilt och demokratiskt styre.
Ecuadors ekonomiska historia har haft långa perioder av upp- och nedgångar baserade på vissa specifika exportprodukter. Den längsta högkonjunkturen sträckte sig från slutet av 1800-talet till början av 1920-talet och var ett resultat av landets monopolliknande ställning inom produktion av och export av kakao. Två tillfälliga högkonjunkturer inom bananproduktion avslutade 1950- och 1960-talen medan oljan, den mest utmärkande och kortaste av alla högkonjunkturer sträckte sig mellan 1972 och 1979. Det plötsliga slutet på oljekonjunkturen sammanföll med en kris i utlandsskulden orsakad av stora utlandslån tagna av två på varandra följande militärregeringar (1972-1979) samt av Jaime Roldós Aguileras regering (1979-1981).
Trots att petroleumvinsterna gav stora sociala förändringar genom att skapa en stor medelklass, var de förväntade politiska förändringarna små. Populisten Roldós och den konservative León Febres Cordero Ribadeneyra (1984-1988) representerade de traditionella inslagen, medan andra framstående personligheter, som Osvaldo Hurtado Larrea (1981-1984), anslöt sig till mer moderna mitten-vänsterideologier. Ändå stärktes landets traditionellt svaga finanser av medgången från oljan och förebådade en överföring av den regionala maktbalansen till landets huvudstad.
Intensiteten i den politiska kampen, som ofta utkämpades mellan presidenten och kongressen, såg inte ut att avta efter 1979. Den kanske mest centrala obesvarade frågan under 1980-talet var huruvida de beväpnade styrkorna skulle fortsätta sin historiskt aktiva politiska roll eller om de skulle arbeta utan direkt inblandning i den politiska processen.
Vänsterkandidaten Rafael Correa vann presidentvalet i Ecuador 2006. I maj 2021 blev högerpolitikern och affärsmannen Guillermo Lasso ny president i Ecuador.

## Före den spanska erövringen
Ecuador har få arkeologiska bevis från civilisationerna före den spanska erövringen, men de äldsta artefakterna - kvarlämningar från Valdiviakulturen som hittats längs kusten norr om dagens Santa Elena i provinsen Guayas - har daterats till 3500 f.Kr. Andra stora arkeologiska platser längs kusten finns i provinserna Manabí och Esmeraldas. Stora platser i Sierra finns i provinserna Carchi och Imbabura i norr, Tungurahua och Chimborazo i mitten av Andernas högland, samt Cañar, Azuay och Loja i söder. Nästan alla dessa platser dateras till de senaste 2 000 åren. Stora delar av Ecuador, bland annat nästan hela Oriente, är dock fortfarande okända områden för arkeologer.
Kunskapen om Ecuador innan den spanska erövringen begränsas även av den bristande historiska dokumentationen inom inkan och kulturerna innan inkan liksom de spanska skildrarnas bristande intresse av Ecuador. Innan inkan erövrade området som idag utgör Ecuador, var regionen befolkad av flera fristående stammar som talade flera obegripliga språk och som ofta krigade mot varandra. Fyra kulturellt besläktade grupper vid namn Esmeralda, Manta, Huancavilca och Puná hade sina bosättningar i låglandet vid kusten i den ordningen från norr till söder. De var jägare, fiskare, bönder och handelsmän. Handel var särskilt viktig bland de olika grupperna vid kusten och det verkar som att de hade en utvecklad sjöfart, men låglandskulturerna handlade även med befolkningen i Sierra där de bytte fisk mot salt.
Sierra var befolkat av människor, från norr till söder, ur Pasto-, Cara-, Panzaleo-, Puruhá-, Cañari- och Paltakulturerna. Dessa levde till största delen på bergssidorna och i spridda byar i de bördiga dalarna mellan Cordillera Occidental (den västra bergskedjan) och Cordillera Oriental (den östra bergskedjan) i Anderna. Människorna i Sierra var ett bofast, jordbrukande folk som odlade majs, bönor och flera olika varianter på potatis och squash. Användning av konstbevattning var utbredd, framför allt bland Cañari. Flera olika sorters frukter, bland annat ananas och avokado, odlades i de lägre och varmare dalarna. Historiker tror att den politiska organisationen var koncentrerad omkring lokala hövdingar som samarbetade med varandra i förbund eller var underordnade till kungar. Sådana hövdingar hade stor makt. De kunde exempelvis bilda arméer och administrera kollektiv mark.

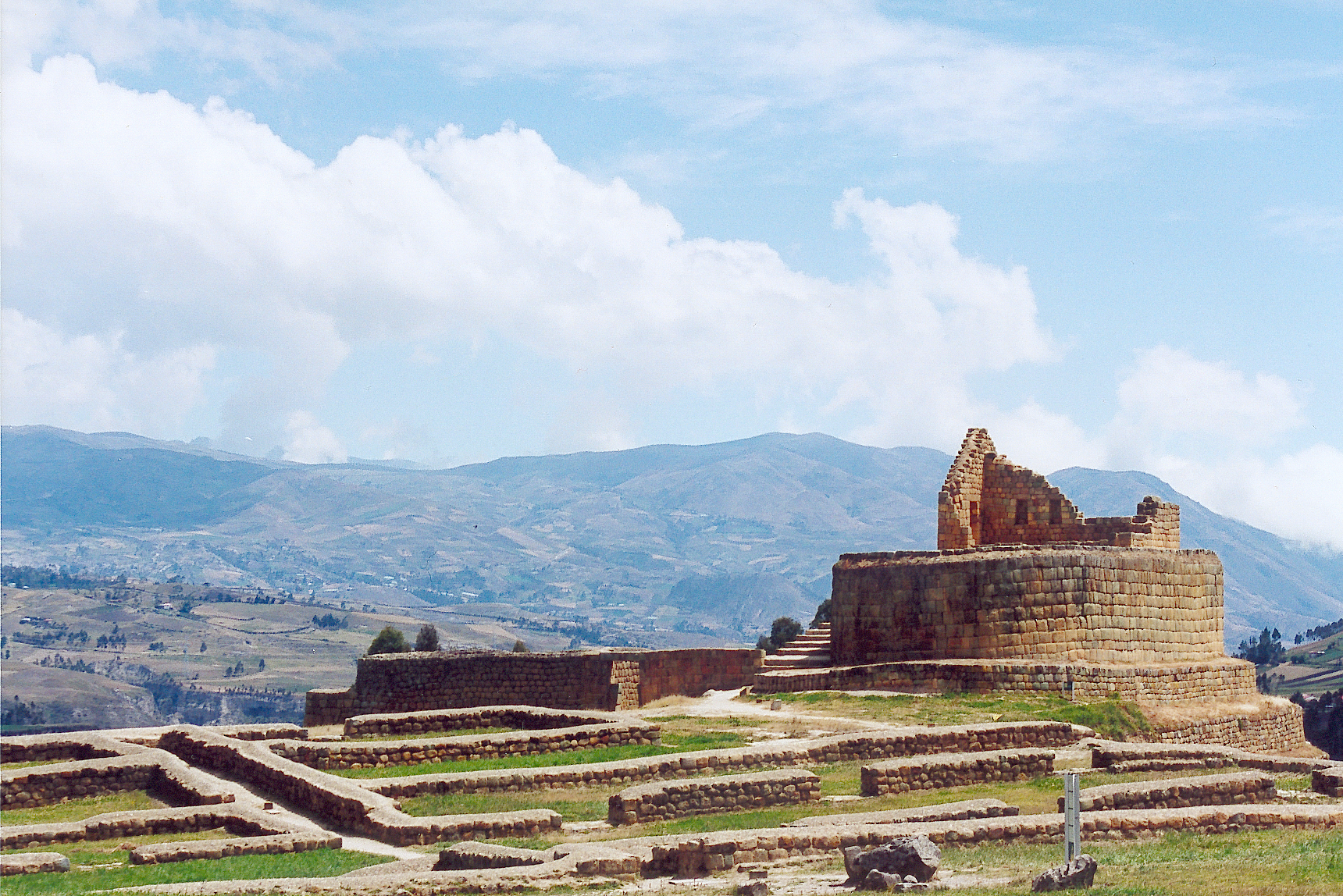
Inkaruiner i provinsen Cañar

Inkans expansion norrut från dagens Peru under den senare delen av 1400-talet mötte häftigt motstånd från flera ecuadorianska stammar, framför allt från Cañari i regionen omkring dagens Cuenca, Cara i Sierra norr om Quito samt från Quitu som bodde på den plats där dagens huvudstad ligger och som var det folk som staden namngavs efter. Erövringen av Ecuador började 1463 under ledning av den nionde inkan, den store krigaren Pachacuti Inca Yupanqui. Samma år tog hans son Topa över befälet över armén och påbörjade marschen norrut genom Sierra. Efter att ha besegrat Quito, förflyttade han sig söderut längs kusten och startade en omfattande havsresa som tog honom, beroende på skildring, antingen till Galapagosöarna eller till Marquesasöarna i Polynesien. Då han återvände gjorde han ett misslyckat försök att underkuva befolkningen omkring Guayaquilbukten och ön Puná. Omkring år 1500 besegrade Topas son, Huayna Capac, motståndet från dessa grupper samt från Cara och kunde på så sätt införliva dagens Ecuador i Tawantinsuyu, som inkariket kallades.
Inflytandet från dessa Cuzcobaserade erövrare pågick under ett halvt sekel, eller kortare tid på vissa platser i Ecuador. Under den perioden förblev en del livsvillkor oförändrade, som exempelvis traditionell religiös tro som var bestående under hela perioden av inkans styre. Inom andra områden som jordbruk, jordägande och samhällsorganisation fick dock inkan en genomgripande effekt trots den korta perioden. Jordbruket blev det huvudsakliga levebrödet, men inkan införde många olika grödor som palmliljor, sötpotatis, kokabuske och jordnötter. Användningen av lama och konstbevattning ökade kraftigt. Efter att tidigare till stor del varit i privat ägo blev marken, åtminstone i teorin, inkahärskarens egendom, men i praktiken var den största delen kollektivägd av ayllu, en samhällsgrupp av bönder som leddes av curaca. Inom ayllu var varje hushåll tilldelad en liten bit odlingsbar mark som de brukade för sin egen konsumtion. Även staten och prästerskapet ägde stora delar mark som genom härskarens försorg odlades som en samhällsservice.
Härskaren Huayana Capac blev mycket förtjust i Quito och gjorde staden till Tawantinsuyus andra huvudstad samt tillbringade sina sista år där innan han avled 1527. Han föredrog att styra genom lokala curacas så länge de accepterade inkans gudomliga makt och var villiga att betala skatt. När han mötte opposition förflyttade han stora delar av den lokala befolkningen till andra områden i riket och ersatte dem med kolonister från så avlägsna platser som Chile. Detta byte av befolkning hjälpte till att sprida Cuzcos språk, quechua, till Ecuador. En permanent armé, en stor byråkrati och ett världsligt viktigt prästerskap stärkte ytterligare härskarens styre.
Huayna Capacs plötsliga död av en ovanlig sjukdom, beskriven av en spansk skildrare som "förmodligen smittkoppor eller mässlingen", satte igång en bitter strid mellan Huayna Capacs systerson Huascar och den legitime arvingen Atahualpa, som sades vara Huayna Capacs favoritson. Kampen rasade under fem år innan Francisco Pizarro anlände med sin erövringsexpedition 1532. Det viktigaste slaget i detta inbördeskrig utkämpades på ecuadoriansk mark, nära Riobamba, där Huscars nordliga trupper mötte och besegrades av Atahualpas sydliga trupper. Atahualpas slutliga seger över Huascar kom bara dagar innan de spanska erövrarna anlände. Segern är fortfarande en källa till nationell stolthet bland ecuadorianerna som en enastående händelse där Ecuador med kraft besegrade ett grannland.

## Upptäckt och erövring
Huvudartiklar: Atahualpa, Francisco Pizarro

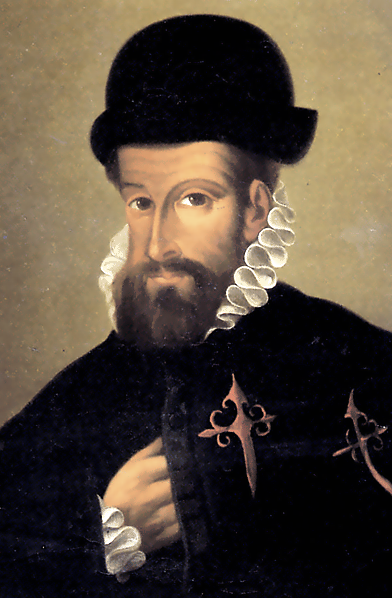
Francisco Pizarro

De spanska styrkornas upptäckt och erövring av Ecuador i början av 1500-talet var kopplat till erövringen av Peru, den spanska kronans största erövring i den nya världen. Den centrala personen i händelserna var Pizarro, en äventyrare från Trujillo i den spanska regionen Extremadura, som 1513 hade deltagit i Vasco Núñez de Balboas resa genom Panamakanalen för att upptäcka Stilla havet. Elva år senare medgav Panamas guvernör Pedrarias Dávila finansiering åt Pizarro, i sällskap med Diego de Almagro och prästen Fernando de Luque, för att göra en expedition söderut längs Sydamerikas västkust. Deras första två resor, 1524 och 1526, slutade i misslyckanden och det dröjde till den tredje resan, som påbörjades 1531, innan Peru och inkan kunde erövras.
Den första europé som landsteg i det område som idag utgör Ecuador var förmodligen Bartolomé Ruiz de Estrada, Pizarros lots under hans andra resa, som fortsatte söderut medan Pizarro utforskade den colombianska kusten och Almagro återvände till Panama för att fylla på förnödenheter. Pizarro själv landsteg på den ecuadorianska kusten senare under sin upptäcktsresa och reste så långt som till Tumbes i nordligaste Peru, trots officiella order om att återvända till Panama.

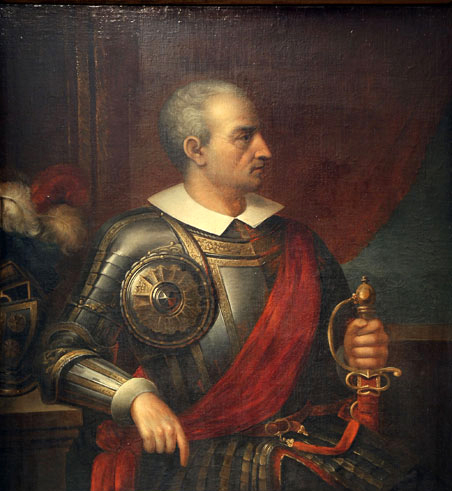
Diego de Almagro

Efter att den spanske kungens representanter hade tappat förtroendet för honom, tvingades Pizarro att återvända till Spanien med en personlig hemställan till Karl V om tillåtelse att få genomföra den tredje resan. Pizarro fick tillåtelse och dessutom titeln guvernör och generalkapten av Peru, en generös lön samt omfattande förmåner. Almagro fick också viktiga, men mindre generösa titlar och privilegier, och hans bitterhet över detta kom att påverka den resterande erövringen. Vid tiden då Karl V delade ut olika titlar till Pizarro och Almagro, utsåg han Fernando de Luque till biskop av Tumbes. Innan Pizarro återvände till Panama 1530, rekryterade han nära familjemedlemmar som skulle delta i erövringen, bland annat sina två bröder Gonzalo och Juan samt två halvbröder. Att så många av Pizarros släktingar skulle delta ansträngde relationerna med Almagro ytterligare.
Pizarro lämnade sedan Panama med omkring 180 man medan Almagro stannade för att värva ytterligare rekryter. Efter tretton dagar till havs landsteg Pizarro åter igen vid Ecuadors kust, där han skaffade fram guld, silver och smaragder som han skickade till Panama för användning i Almagros rekryteringsarbete. Intagandet av inkans fästning i Tumbes var Pizarros första mål men han tvingades innan det att tillbringa flera månader i Ecuador, först för att få medicinsk behandling och därefter med att bekämpa det hårda motståndet från krigarna på ön Puña. Då de påbörjade sin avgörande resa till Cajamarca 24 september 1532, lämnade Pizarro kvar en löjtnant, Sebastián de Benalcázar, för att skydda och utveckla San Miguel till en bas för de spanska operationerna. Två år senare skulle Benalcázar leda erövringstrupperna norrut in i Ecuador.
Efter att ha eliminerat allt ledarskap inom inkariket förflyttade sig Pizarro och en annan erövrare, Hernando de Soto, söderut till Cuzco i hjärtat av Tawantinsuyo som de intog i november 1533. Därifrån ledde de sedan sina styrkor i en orgie av plundring, skövling och tortyr i sin jakt på ytterligare värdefulla metaller. Vid den tiden hade Benalcázar, Pizarros löjtnant och extremadurianske kollega, lämnat San Miguel med 140 soldater och några hästar för sitt uppdrag att erövra Ecuador. Vid foten av berget Chimborazo, nära dagens Riobamba, mötte och besegrade han den store inkakrigaren Rumiñahuis styrkor med hjälp av män ur Cañaristammen som, glada att slippa oket från inkans styre, var guider och allierade till de spanska erövrarna. Rumiñahui drog sig tillbaka till Quito och i jakten på inkaarmén stötte Benalcázar på en annan stor erövringsexpedition ledd av Guatemalas guvernör Pedro de Alvarado. Trött på att administrera Centralamerika hade Alvarado, utan den spanska kronans samtycke, seglat söderut och landstigit vid den ecuadorianska kusten och därefter marscherat inåt landet till Sierra. Pizarro hade hört talas om denna konkurrerande expedition och skickade därför Almagro norrut för att ge förstärkning åt Benalcázar. Tillsammans lyckades Pizarros två representanter, med hjälp av en stor mängd guld, övertala Alvarado att avbryta sin expedition och tillåta den pågående legala erövringen fortsätta som planerat. De flesta av Alavarados män gick med i Benalcázars styrkor inför belägringen av Quito.
Rumiñahui lämnade ett Quito i lågor för de annalkande erövrarna. Det var i mitten av 1534 och officiellt, efter våldsamma strider, som spanjorerna i december samma år grundade Quito på ruinerna av inkarikets andra huvudstad. Benalcázar begav sig snart vidare för fler erövringar i Colombia i norr och det dröjde till december 1540 innan Quito fick sin första generalkapten, Gonzalo Pizarro.
Benalcázar hade även grundat Guayaquil 1533, men staden hade senare återtagits av det lokala Huancavilcafolket. Francisco de Orellana, en av Francisco Pizarros löjtnanter, slog tillbaka det inhemska motståndet 1537 och återtog staden som senare blev en av Spaniens viktigaste hamnar i Sydamerika.
Orellana blev dock mest känd för att han var den förste europé som reste längs hela Amazonflodens sträckning. Den resan, en av de mest kända spanska äventyrsberättelserna om den spanska koloniseringen av Amerika, startade i februari 1541 när lockelserna från olika kryddor, framför allt kanel, gjorde att Pizarros bror Gonzalo lämnade Quito och tillsammans med ett par hundra spanjorer och omkring 4 000 indianer begav sig österut i djungeln. Orellana var underordnad chef för expeditionen som kostade livet för nästan hälften av de medföljande.
I augusti 1542 återvände Gonzalo Pizarro till Quito tillsammans med ett fåtal överlevande ur sällskapet. Peru befann sig i ett politiskt kaos och i ett försök att kontrollera de ostyriga conquistadorerna och att avbryta slaveriet bland den inhemska befolkningen införde den spanska kronan nya lagar 1542 som i teorin, men inte i praktiken, förbjöd encomiendas. Två år senare skickade den spanska kronan sin första viceroy för att leda det nya koloniala systemet.
Gonzalo, som inte var intresserad av att blil kontrollerad, besegrade och dödade den förste viceroyen på ett slagfält nära Quito. Efter en kort period vid makten blev han själv besegrad av ett kungligt sändebuds styrkor och 1548 ställdes han inför rätta och hängdes på grund av förräderi. Detta blev slutet på conquistadorernas tumultartade period och början på ett spanskt kolonialt styre.

## Den spanska kolonialperioden

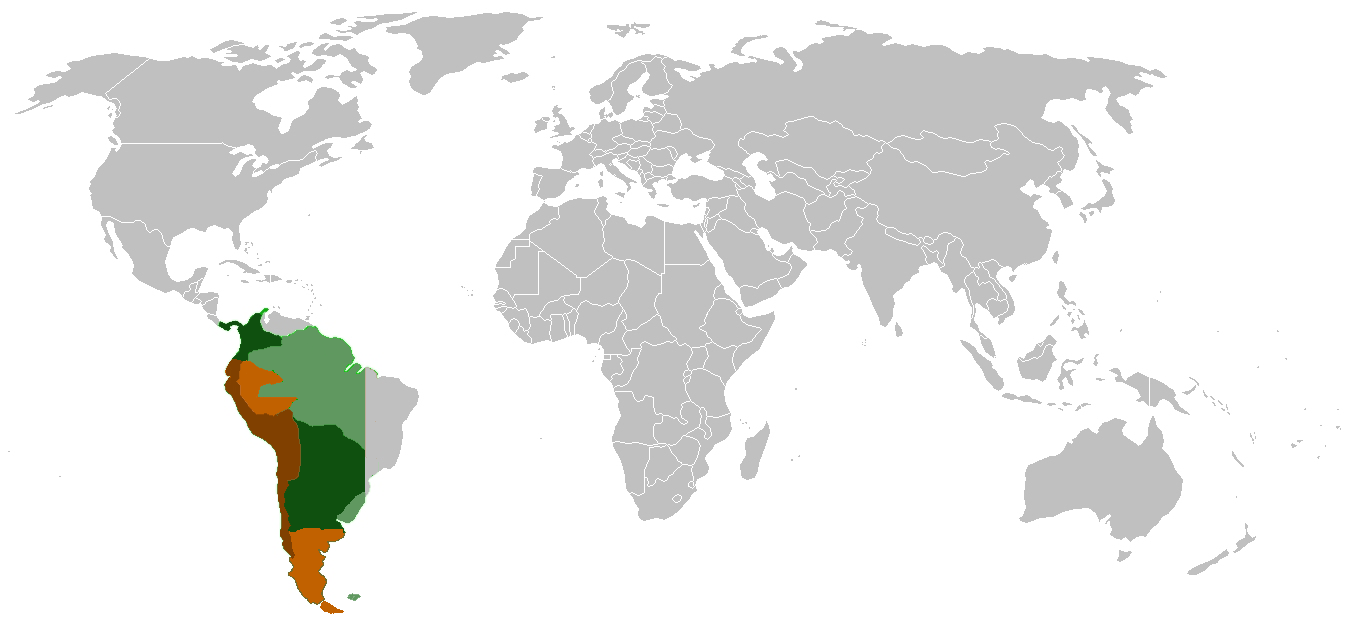
Vicekungadömet Peru

De spanska kolonierna i den nya världen var enligt lag kungens personliga arvegods och han hade absolut kontroll över alla problemställningar i Ecuador. Den koloniala administrationen på alla nivåer utfördes i kungens namn. Kungens styrande myndighet i Madrid var Consejo de Indias (Indienrådet), som lade största delen av sitt arbete på att stifta lagar för att reglera alla områden i det koloniala samhället. Handelshuset i Sevilla bestämde över handeln mellan Spanien och kolonierna. I Amerika var kungens viktigaste ombud vicekungen, audencia (domstolen) och det provinsiella rådet (cabildo).
Mellan 1544 och 1563 var Ecuador en integrerad del av vicekungadömet Peru utan något som helst självstyre och förblev så fram till 1720 då det övergick till vicekungadömet Nya Granada. Ecuador fick dock sin egen audiencia 1563 vilket gjorde att kolonin kunde avhandla vissa frågor direkt med Madrid. Audiencia i Quito, som var både domstol och rådgivande församling till vicekungen bestod av en ordförande och flera domare (oidores). Territoriet som löd under Quitos jurisdiktion var geografiskt betydligt större än dagens Ecuador och sträckte sig söderut till hamnstaden Paita i norra Peru, norrut till hamnstaden Buenaventura och Cali i södra Colombia samt österut långt in i Amazonas flodområde. Quito var även platsen för det första (grundat 1547) och viktigaste provinsiella rådet inom det område som omfattar dagens Ecuador. Det bestod av flera rådgivare (regidores) vilkas breda ansvarsområde bland annat omfattade upprätthållande av den allmänna ordningen samt fördelning av mark inom det lokala samhället.
Quitos administrativa gränser var dåligt utsatta och en stor del av dess territorium förblev antingen outforskat eller okänt under en stor del av kolonialperioden. Endast i Sierra, efter en rad slag som rasade i mitten av 1500-talet, var ursprungsbefolkningen helt underkuvade av spanjorerna. Djungeln på låglandet i både Oriente och Esmeraldas kustregion var å andra sidan tillflyktsplatser för omkring en fjärdedel av ursprungsbefolkningen som gjorde motstånd och förblev obesegrade under nästan hela 1500- och 1600-talen. Trots Orellanas upptäcktsresa förblev Oriente okänt för spanjorerna fram till missionärer ur Jesuitorden byggde bosättningar i mitten av 1600-talet, men det fortsatte att till stora delar vara otillgängligt under resten av kolonialperioden.
Låglandet vid kusten norr om Manta erövrades inte av spanjorerna, utan av svarta från Guineas kust som i egenskap av slavar hade lidit skeppsbrott under en resa mellan Panama och Peru 1570. De svarta dödade eller förslavade den manliga ursprungsbefolkningen och gifte sig med kvinnorna, och inom en generation utgjorde de en befolkning av sambos (blandat svarta och indianer) som gjorde motstånd mot spanjorerna fram till slutet av århundradet. Efter det lyckades de att i stor omfattning behålla sitt politiska och kulturella oberoende.
Denna förhållandevis stora autonomi i kustregionen närmast Quito intensifierade den andinska befolkningens isolering från omvärlden i det ecuadorianska Sierra under nästan tre århundraden av kolonialstyre. Bakom dessa barriärer byggdes ett socialt system upp som till stora delar var en kopia på det spanska feodalsystemet vid tiden för erövringen, med de spanskfödda som styrde, satte in elitister och indiander som bearbetade jorden. Även om ett fåtal städer, framför allt Quito, Riobamba och Cuenca växte med den administrativa och romersk-katolska byråkratin samt de lokala textilindustrierna, var det koloniala Ecuador i grunden att landsbygdssamhälle.
Den vanligaste formen för spanjorernas markinnehav var genom encomiendas. Bosättarna tilldelades mark med invånare och resurser i utbyte mot att de försvarade territoriet, religiös utbildning av ursprungsbefolkningen samt införsel av kronans årliga avgifter (hälften i guld och hälften i lokala produkter) från encomiendornas indianska befolkning. I början av 1600-talet fanns det omkring 500 encomiendor i Ecuador, men trots att många var relativt stora var de i allmänhet mycket mindre än egendomar på andra platser i Sydamerika. En mängd reformer och regleringar hindrade inte att encomiendorna egentligen blev ett slaverisystem för indianerna, som utgjorde omkring hälften av Ecuadors befolkning. 1589 insåg audencias ordförande att många spanjorer accepterade tilldelningar som de sedan sålde vidare för att själva ta jobb i städerna. Han slutade därför att tilldela ny mark till spanjorerna, men encomiendasystemet levde kvar nästan till slutet av kolonialperioden.
Mark som var mindre eftertraktad delades aldrig ut, utan lämnades istället till traditionella indiansamhällen eller förblev offentlig mark. I slutet av 1500-talet förflyttades uppskattningsvis en fjärdedel av den totala ursprungsbefolkningen som bodde på den offentliga marken till indianska städer kallade reducciones för att bidra till de indianska avgifterna, konvertera till kristendom samt för att utnyttja dem som arbetskraft.
Utanför encomiendorna utnyttjades vanligen den indianska arbetskraften genom mit'a, en modell med obligatorisk samhällstjänst som hade sitt ursprung i inkakulturen. Alla arbetsdugliga indianer avkrävdes att arbeta 1 år i offentlig eller privat spansk tjänst som exempelvis att bygga kyrkor, vägar, offentliga byggnader eller inom textilindustrin. De fick lön, men den var så liten att den inte täckte de skulder de drog på sig genom att handla av sina arbetsgivare, vilket krävde att de fortsatte med mitaarbetet efter att den ordinarie mitaperioden hade gått ut. På så sätt förvandlades mita till ett system för att arbeta av skulder. Skulder övertogs vanligen av kommande generationer så i dessa fall var mita i praktiken en form av slaveri. Svarta slavar var jämförelsevis mycket dyra och förekom nästan uteslutande på plantagerna på låglandet längs den varma och fuktiga kusten, som Sierraindianerna inte klarade av att arbeta vid. Vid slutet av kolonialperioden fanns omkring 60 000 slavar i landet.
Uppskattningar har gjorts som visar att den infödda befolkningen uppgick till mellan 750 000 och 1 000 000 vid tiden för erövringen. Sjukdomar som spanjorerna tog med sig, framför allt smittkoppor och mässling, utplånade den infödda kustbefolkningen under 1500-talet och minskade även folkmängden i Sierra, men minskningen var inte lika stor som vid kusten eller i många andra områden i Latinamerika. Trots flera dödliga jordbävningar och vulkanutbrott, ökade den infödda befolkningen stadigt under 1600- och 1700-talet förutom under 1690-talet då smittkoppor och difteri uppgavs ha dödat en tredjedel av Ecuadors befolkning.

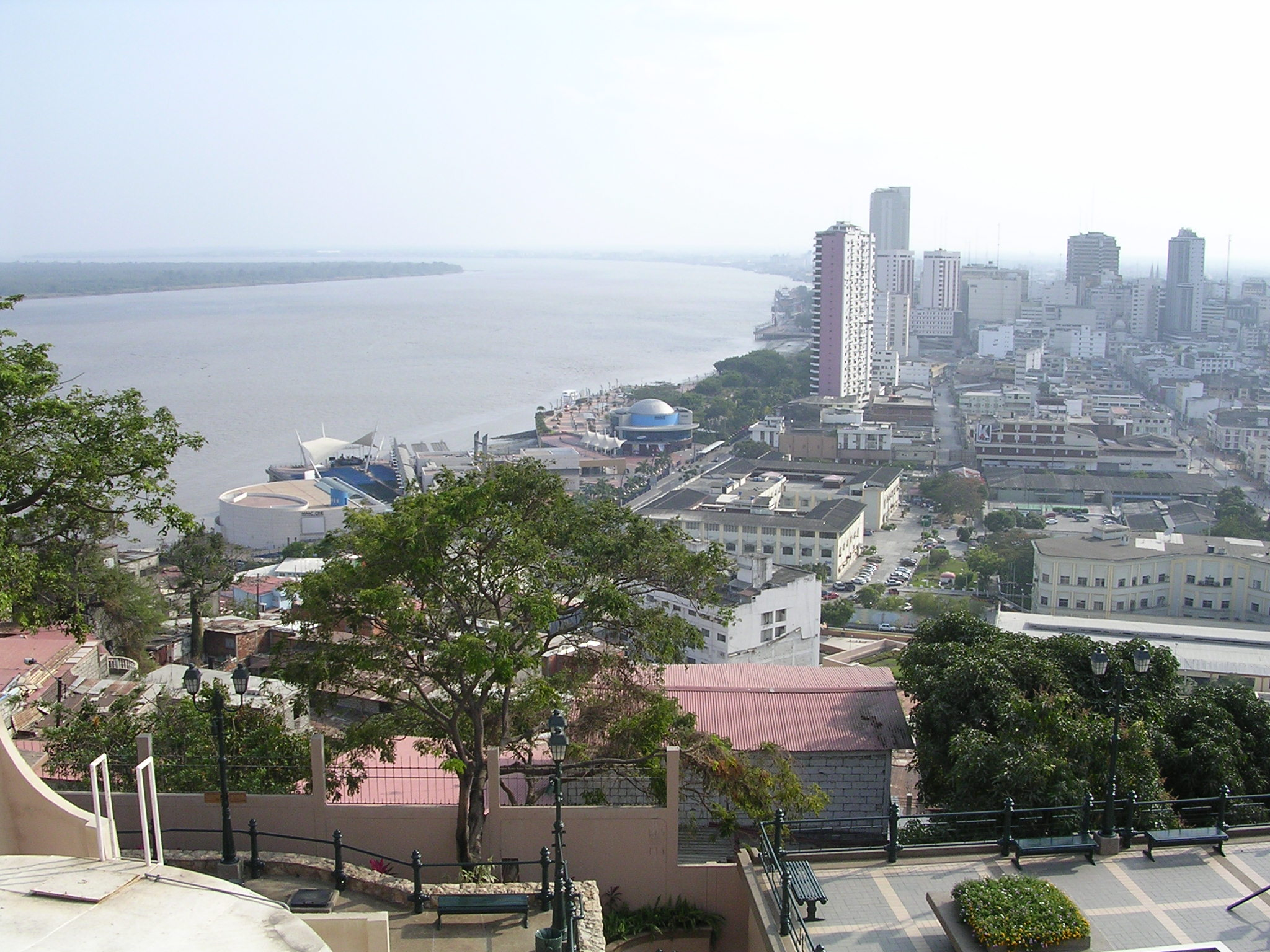
Guayaquil

Ecuadors indianer kunde troligen tacka regionens brist på mineraltillgångar för sin relativt goda välgång. De hårda arbetsvillkoren i silver- och kvicksilvergruvorna i Peru kostade livet för miljontals indianska mitaarbetare. Ecuador hade endast små tillgångar av guld och silver i landets södra provinser Cuenca och Loja, men dessa var tömda i slutet av 1500-talet. Ekonomin baserades istället på jordbruk och textilier. Bomull som växte på de östra sluttningarna av Anderna och ull från importerade får som levde i de högt liggande andinska dalgångarna, gav råmaterial till textilier av hög kvalitet som tillverkades i hundratals tygfabriker, obrajes, och exporterades till hela Latinamerika. Indianska mitaarbetare som vanligen arbetade från gryning till skymning stod för arbetskraften. De förindustriella arbetsvillkoren i tygfabrikerna var skrämmande men historiker menar att de var mer uthärdliga än de som förekom i de peruanska gruvorna vid den tiden.
Kustekonomin kretsade kring sjöfart och handel. Guayaquil, som trots flera bränder och drabbat av antingen gula febern eller malaria, var centrum för en livlig handel mellan kolonierna, en handel som teknist sett var illegal enligt de samtida spanska regenternas merkantilistiska filosofi. Merkantilismens huvudprincip i den nya världen var att kolonierna skulle tjäna Spaniens kommersiella behov, så handeln mellan kolonierna förbjöds eftersom den inte gynnade Spanien. Utöver textilier och andra produkter från Sierra exporterades hårdträ och kakao från kustplantagerna, från hamnen i Guayaquil till platser över hela det spanska Amerika, medan flera olika sorters produkter importerades, bland annat mat och vin från Peru. Guayaquil blev även den sydamerikanska västkustens största centrum för skeppsbyggnad innan slutet av kolonialperioden.
Den ecuadorianska ekonomin led, liksom Spanien, av en svår depression under nästan hela 1700-talet. Textilproduktionen gick ner uppskattningsvis mellan 50 och 75 procent mellan 1700 och 1800. Ecuadors städer föll gradvis i ruiner och omkring 1790 gick de välbärgade in i fattigdom och fick sälja haciendas och juveler för att överleva. Den indianska befolkningen upplevde å andra sidan en förbättring i sin livssituation eftersom nedläggninen av tygfabrikerna gjorde att de kunde arbeta under mindre mödosamma förhållanden antingen på haciendas eller traditionell offentlig mark. Ecuadors ekonomiska svårigheter förvärrades av Karl III:s förvisning av jesuiterna 1767. Uppdragen i Oriente avbröts och många av skolorna och tygfabrikerna tappade de nyckelpersoner som gjorde inrättningarna till de bästa i det koloniala Ecuador.

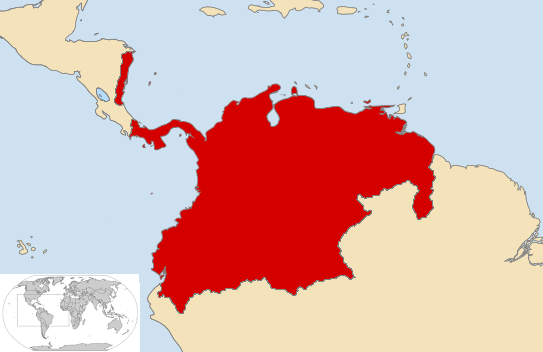
Vicekungadömet Nya Granada

Huset Bourbons kungar var mest kända för sina ekonomiska och administrativa reformer som, liksom förvisningen av jesuiterna, var tänkta att stärka den spanska kronans makt i det spanska Amerika. Som ett resultat av reformerna flyttades Quitos audiencia 1720 från Perus vicekungadöme till det nybildade Nya Granadas vicekungadöme, vars huvudstad låg i Bogotá. Under processen tilldelades Quitos myndigheter jurisdiktion över sina egna politiska och militära affärer, medan audiencias södra och östra gränser specificerades och minskades. Ett kungligt dekret 1802 minskade det geografiska området ytterligare genom att provinserna Quijos och Mainas i Oriente överfördes till Peru. Ytterligare ett dekret utfärdat av Karl IV 1803 överförde hamnstaden Guayaquil till Peru men motståndet från invånarna i staden ledde till att det återfördes till Quitos jurisdiktion 1819.
I Quito bodde mellan 1736 och 1745 en fransk forskningsexpedition med några av Europas mest framstående forskare, där de bidrog med utveckling av idéer i Ecuador. Samtidigt som de arbetade med sitt forskningsuppdrag, att mäta jordens omkrets vid ekvatorn, spred de upplysningens budskap som betonade nationalism, individualism samt ifrågasättande av auktoritet och traditioner. Arbeten av Voltaire, Jean-Jacques Rousseau och Thomas Paine, som presenterade så revolutionära idéer som jämlikhet och frihet, klarade sig undan censur från både inkvisitionen och den politiska makten och kunde tränga in i Ecuadors historiskt kulturella isolering. Den mest berömde ecuadorianske intellektuelle vid den tiden, Eugenio de Santa Cruz y Espejo, var en fysiker och författare som förespråkade ett republikanskt och demokratiskt regeringssystem samt frigörelse från Spanien. Espejo fängslades för sina idéer och avled i fängelset 1795, men hyllas idag som föregångare för det ecuadorianska oberoendet.
Oberoendets närmande överskuggades även av flera civila oroligheter som skakade det ecuadorianska Sierra från 1760-talet fram till slutet av kolonialperioden. 1765 gjorde Quitos vita och mestiser uppror mot det koloniala skattesystemet och en rad mer allvarliga indianska uppror ägde rum i Latacunga och Riobamba. Även om dessa upplopp var politiska eftersom målet var att avsätta den spanska regeringen, ta marken från de vita samt göra slut på mitasystemet, ledde de aldrig till lika storskaliga uppror som ägde rum i Peru vid samma tid. Den koloniala periodens upphörande ledde till en försämring av den indianska befolkningens situation.

## Kamp för oberoende

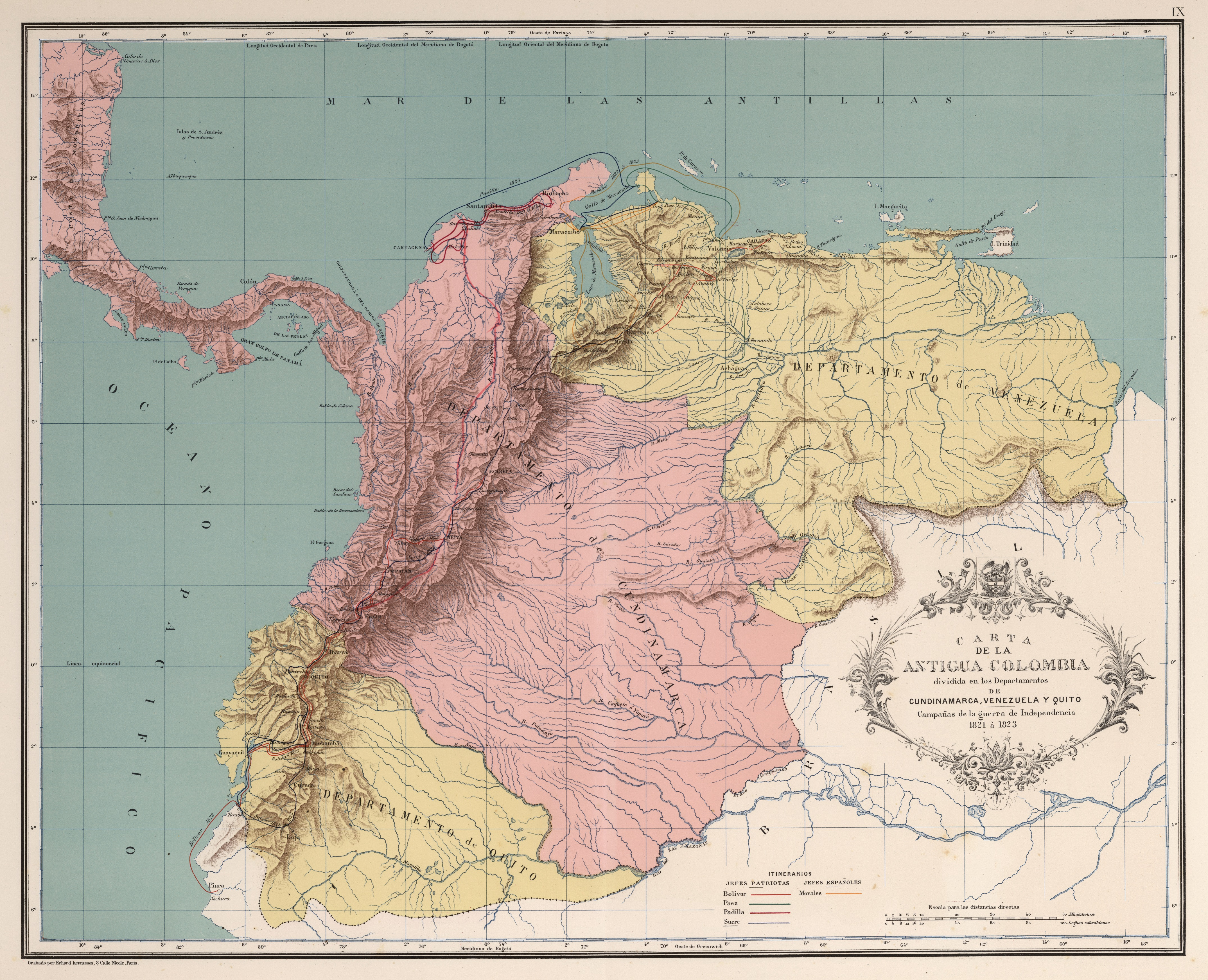
Gran Colombia 1820 där Quito ännu inte hade införlivats

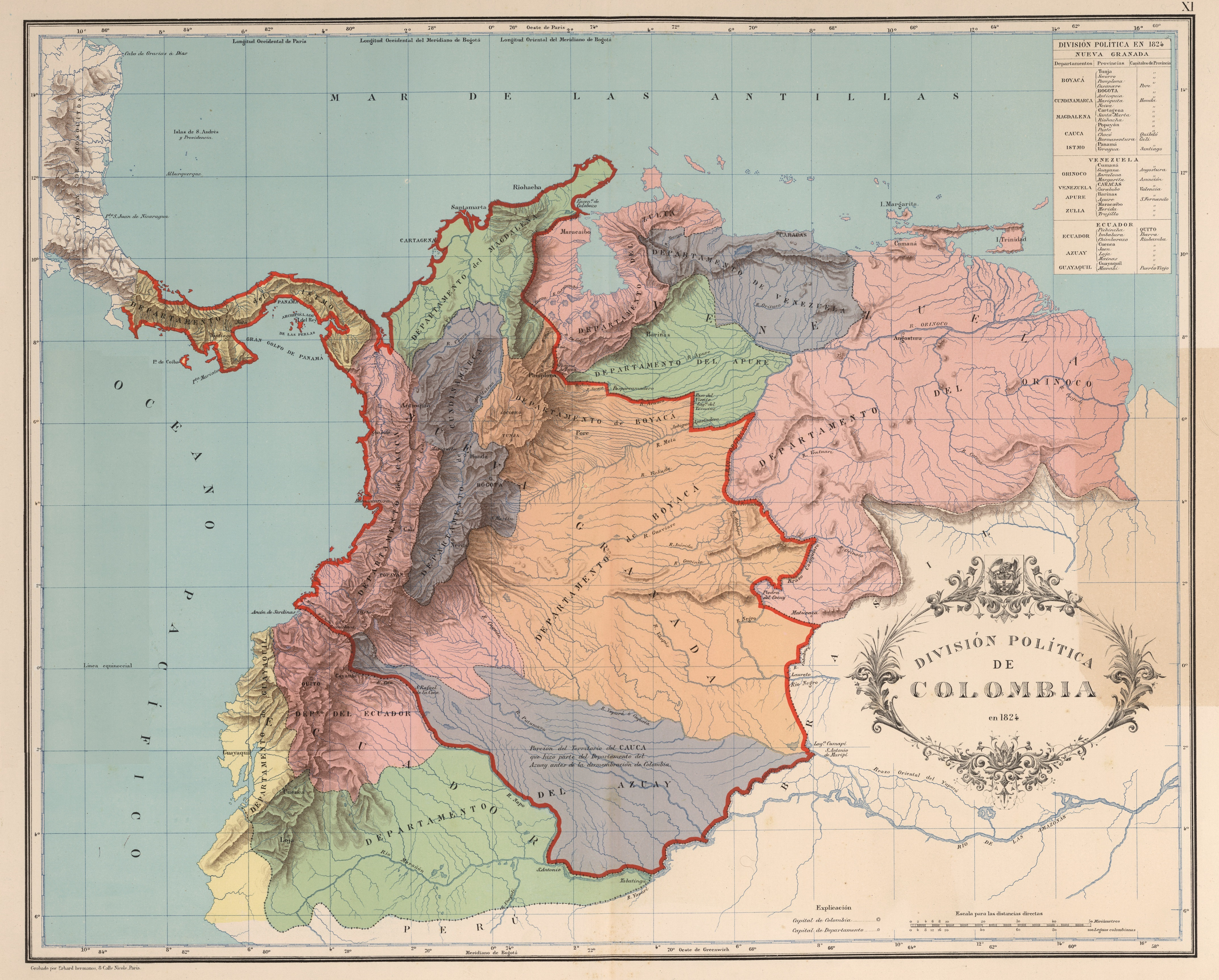
Gran Colombia 1824

Kampen för oberoende i Quitos audiencia var del av en rörelse i hela det spanska Amerika som leddes av kreoler (människor av spanskt ursprung födda i den nya världen). Kreolernas bitterhet över de förmåner de besökande spanjorerna hade var motivet till revolutionen mot det koloniala styret. Den utlösande faktorn var Napoleons invasion av Spanien, då han avsatte Ferdinand VII och i juli 1808 ersatte honom med sin bror Joseph Bonaparte.
Strax efter började spanska medborgare, som var missnöjda med det franska intrånget på den spanska tronen, organisera lokala juntor för Ferdinand. En grupp av Quitos ledande medborgare följde efter och 10 augusti 1809 tog de i Ferdinands namn makten från Joseph Bonapartes utsända. Denna tidiga revolt mot det koloniala styret var pardoxalt nog således ett uttryck för lojalitet mot den spanske kungen, men det blev snabbt tydligt att kreolerna saknade det folkliga stödet för sin sak. När lojalistiska soldater närmade sig Quito lämnade de därför fredligt tillbaka makten till kronans ledare, men trots försäkringar om att inte utsättas för repressalier, visade sig de spanska ledarna (Bonapartes män) vara skoningslösa mot rebellerna och i jakten på deltagare under Quitorevolten fängslades och misshandlades många oskyldiga människor. Deras handlingar skapade en stor bitterhet bland Quitoborna som i augusti 1810, efter flera dagars gatustrider, lyckades nå en överenskommelse om att styras av en junta dominerad av kreoler, men under ledning av ordföranden i Quitos audiencia.
Trots den utbredda oppositionen inom det övriga Quitos audiencia höll juntan i december 1811 en kongress där den förklarade att hela audiencias område skulle bli oberoende och två månader senare antog juntan en konstitution som föreskrev demokratiska styrande institutioner samt att Ferdinand skulle återfå sin makt över den spanska tronen. Strax efter startade den folkvalda juntan en militäroffensiv mot spanjorerna, men de dåligt tränade och svagt utrustade Quitoborna var inte svåra att besegra för vicekungadömet Peru, som i december 1812 slog tillbaka upproret.
Den andra delen i Ecuadors kamp för frigörelse från det spanska kolonialstyret började i Guayaquil, där oberoende förklarades 1820 av en lokal patriotisk junta under ledning av poeten José Joaquín Olmendo. Vid den tiden hade frigörelsestyrkorna växt kontinentalt och var uppdelade i två stora arméer, en ledd av venezuelanen Simón Bolívars Palacios i norr och den andra under ledning av argentinaren José de San Martin i söder. Till skillnad från den otursförföljda Quitojuntan, kunde Guayaquilpatrioterna värva utländska allierade från Argentina och Venezuela, som snart sände stora trupper till Ecuador. Antonio José de Sucre, Bolívars löjtnant som anlände till Guayaquil i maj 1821, skulle komma att bli nyckelpersonen i den militära kampen mot de rojalistiska styrkorna.
Efter flera inledande framgångar besegrades Sucres armé i Ambato i centrala Sierra och han bad om assistans från San Martín, vars armé då befann sig i Peru. Då 1 400 soldater under ledning av Andrés de Santa Cruz y Calahumana anslöt, vände lyckan åter igen för den patriotiska armén. En rad segrar kulminerade 24 maj 1822 i det förödande slaget i Pichincha, på sluttningarna av vulkanen med samma namn i utkanten av Quito. Några timmar efter patrioternas seger skrev Quitos audencias siste ordförande, inför marskalk Sucre, formellt under sina styrkors kapitulation. Ecuador var till slut fritt från spanskt styre.
Två månader senare, i juli 1822, gick Bolívar in i Quito där han mottogs som en hjälte. Senare samma månad mötte han San Martín i Guayaquil där han övertygade den argentinske generalen, som ville ha hamnen tillbaka till peruansk jurisdiktion, samt den lokala kreolska eliten i de båda städerna, om fördelarna med att det tidigare Quitos audiencia införlivades i de frigjorda områdena i norr. Som ett resultat blev Ecuador det södra distriktet inom konfederationen Gran Colombia, som även omfattade dagens Venezuela och Colombia och som hade Bogotá som huvudstad.
Denna status bibehölls under åtta oroliga år då krigföring dominerade Ecuadors affärer. Först hamnade landet i frontlinjen i Bolívars krig 1822-1825 för att frigöra Peru från det spanska styret. Efter det hamnade Ecuador i ett beväpnat krig mellan Peru och Gran Colombia över hur gränsen mellan länderna skulle dras. Efter en kamp som innebar en nästan total förstörelse av Guayaquil, segrade Gran Colombias styrkor under ledning av Sucre och den venezuelanske generalen Juan José Flores. En överenskommelse 1829 fastställde gränsen vid den linje som hade delat Quitos audiencia och vicekungadömet Peru innan oberoendet.
Befolkningen i Ecuador var delad i tre grupper under dessa år; de som ville behålla status quo, de som stödde en sammanslagning med Peru samt de som försvarade det autonoma oberoendet för det tidigare audiencia. Den sista gruppen var den största efter att Venezuela hade dragit sig ur konfederationen 1830 under en konstitutionell kongress i Bogotá, som hölls i ett fruktlöst försök att bekämpa de växande separatistiska tendenserna som förekom i hela Gran Colombia. I maj samma år möttes en grupp av framstående personer från Quito för att upplösa unionen med Gran Colombia och i augusti drog en konstituerande församling upp riktlinjerna för staten Ecuador, som fick sitt namn för sitt geografiska läge vid ekvatorn, och tillsatte general Flores som ledare för de politiska och militära affärerna. Han blev den dominerande politiska personen under Ecuadors första 15 år av oberoende.

## Republikens första århundrade
Innan 1830 gick mot sitt slut hade både marskalk Sucre och Bolívar avlidit. Sucre mördades, enligt många historiker på order av general Flores, och Bolívar avled av tuberkulos. Besviken över upplösningen av Gran Colombia uppges Bolívar kort före sin död ha sagt att "Amerika är oregerligt. De som deltog i revolutionen har dragit till havs". Dessa ord skulle visa sig sanna under de första kaotiska 30 åren i republiken Ecuador.

### Oroligheter, 1830-1860

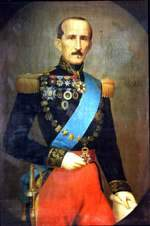
Juan José Flores

Oberoende gav inte frihet för Ecuadors bönder. Deras redan dåliga förhållanden försämrades ytterligare då de spanska kungliga tjänstemännen, som hade skyddat den indianska befolkningen mot övergrepp från de lokala kreolerna, försvann. Denna kreolska elit, som hade gått i spetsen i kampen för oberoende, skulle dra de största fördelarna av revolutionen. Den tidiga kampen för att bestämma den politiska strukturen i den nya staten, utspelade sig till stor del inom den kreolska elitens sektorer; ecuadorianer och utlänningar samt militär och civila.
Flores tillhörde den utländska militären. Han föddes i Venezuela och hade stridit för oberoendet tillsammans med Bolívar, som hade utsett honom till Ecuadors guvernör under förbundet med Gran Colombia. Han hade inte mycket utbildning men gifte sig trots detta in i Quiteñoeliten och blev åtminstone till en början accepterad av den kreolska överklassen. Som ledare var han dock mest intresserad av att behålla sin makt. Militära utgifter under oberoendekrigen och en misslyckad kamp för att bryta ut Caucaprovinsen ur Colombia 1832, tömde statens kassa samtidigt som andra problem lades åt sidan.
1833 började fyra intellektuella att publicera El Quiteño Libre för att kritisera "utlänningarnas plundring av statskassan", men de dödades av myndighetspersoner då Flores var bortrest från Quito. Trots att Flores inte var direkt inblandad i morden, blev han ändå oundvikligen sammankopplad med dem och kritiken mot hans styre växte. 1834 gjorde oppositionella uppror i ett försök att tillsätta José Vicente Rocafuerte de Bejarano vid makten. Rocafuerte ingick i den Guayaquilska aristokratin och hade återvänt efter 14 år utomlands. Upproret misslyckades men Flores valde senare Rocafuerte som sin motkandidat och stödde honom som presidentkandidat. Under de fyra år som följde denna politik, i praktiken nationens första statskupp, fortsatte Flores att utöva en betydande makt i kulisserna som militärens överbefälhavare.
President Rocafuertes mest långlivade bidrag var utvecklingen av ett offentligt utbildningssystem, men trots att han tidigare hade fördömt Flores brott mot de civila friheterna, hävdade Rocafuerte att "Ecuadors bakåtsträvanden gjorde upplysande despotism nödvändig". Vid slutet av sin presidentperiod, återvände Rocafuerte till Guayaquil som provinsguvernör, medan Flores återigen tillsattes som president. Efter fyra år vid makten kallade Flores till ett konstitutionellt konvent som skrev en ny konstitution, kallad "slaveristadgan" av oppositionen, och som gav honom ytterligare åtta år som president.

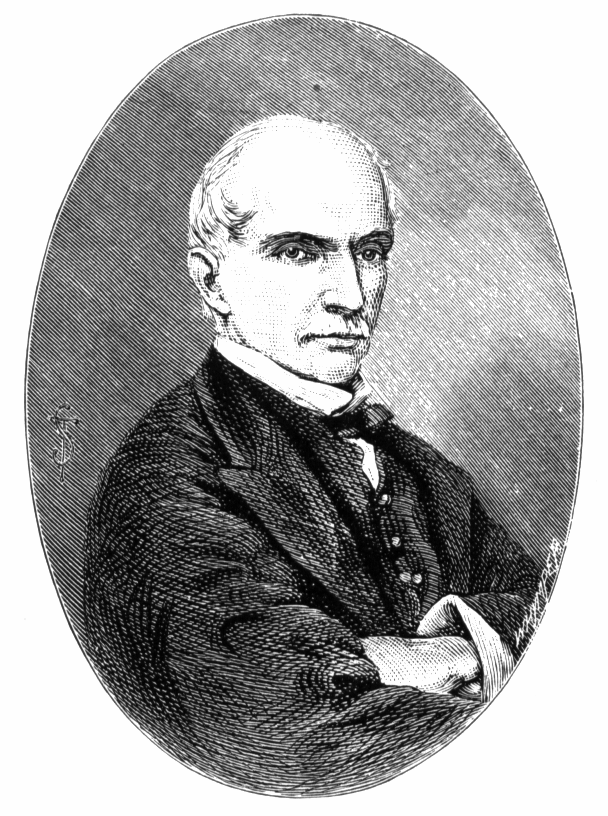
Gabriel García Moreno

Efter 1843 fördjupades oppositionen mot Flores på flera sätt. Med hänvisning till den mörkhyade Flores och hans bekantskap med den colombianska och venezuelanska militären, skrev Rocafuerte som befann sig i exil i Lima att spanjorerna var mindre förtryckande än de som hade ersatt dem. Den unge studenten Gabriel García Moreno, som senare blev den mest ökände av Ecuadors 1800-talsdikatatorer, gjorde ett misslyckat försök att mörda Flores. Missnöjet hade 1845 spritt sig över hela nationen när ett uppror i Guayaquil tvingade Flores att lämna landet. Anti-Flores koalitionen segrade i mars och rörelsen fick därför namnet marcistas. Den bestod av en extremt heterogen grupp av bland annat liberala intellektuella, konservativa präster samt representanter ur Guayaqils framgångsrika affärsliv.
De följande 15 åren skulle bli en av de mest turbulenta perioderna under Ecuadors första ett och ett halvt sekel som nation. Marcistas stred inbördes samtidigt som de förde en kamp mot Flores upprepade försök att från exil störta regeringen. Marcistas förste president var en affärsman, Vicente Ramón Roca, som satt under en fyraårig mandatperiod. Den mest framstående personen under den perioden var dock general José María Urbina, som tog makten genom en statskupp 1851 och regerade landet fram till 1856. Han dominerade därefter den politiska scenen fram till 1860. Under detta och det följande årtiondet definierade Urbina och hans ärkerival, García Moreno dikotomin mellan liberaler från Guayaquil och konservativa från Quito, vilket fortfarande dominerade den politiska kampen i slutet av 1900-talet.
Liberalismen under Urbina antog antikyrkliga, etniska och regionala dimensioner. 1852 anklagade han jesuitpräster, som ett år tidigare hade tillsatts av hans föregångare Diego Noboa, för politisk inblandning och avsatte dem. Urbina frigav landets slavar en vecka efter statskuppen 1851 och sex år senare avslutade hans vän och efterträdare, general Francisco Robles, tre sekels krav på årliga skatter från den indianska befolkningen. Efter detta associerades liberalism med förbättrade villkor för Ecuadors icke-vita befolkning. Urbinas och Robles favorisering av Guayaquils affärsklass framför Quuitos jordägare återupplivade den regionala aspekten av dikotomin.
Oppositionen mot Robles tilltog efter att han 1857 skrev under ett mindre populärt avtal som skulle lindra utlandsskulden. 1859, benämnt av historiker som "det fruktansvärda året", var landen på gränsen till anarki. Lokala caudillos hade förklarat flera regioner autonoma från den centrala regeringen. En av dessa caudillos, Guayaquils Guillermo Franco, skrev under överenskommelsen i Mapasingue vilket gav Ecuadors södra provinser till en ockuperande peruansk armé under ledning av general Ramón Castilla. Denna händelse var tillräcklig för att ena en del tidigare oliktänkande grupper. García Moreno gav upp sina planer på att sätta Ecuador under franskt protektorat och gick samman med general Flores för att slå tillbaka de olika upproren och tvinga peruanerna ut ur landet. Denna insats påbörjade det sista kapitlet i Flores långa karriär och gav García Moreno makten.

### Konservativ period, 1860-1895
Huvudartikel: Gabriel García Moreno
García Moreno var den ecuadorianska konservatismens fader och den mest kontroversielle personen i Ecuadors historia. Han anses av de liberala historikerna vara landets värste tyrann men hyllas av de konservativa som den person som bidrog mest till landets uppbyggnad. Båda beskrivningarna kan vara riktiga då han dels var den som räddade Ecuador från att delas 1859, men styrde landet med järnhand under de följande ett och ett halvt decennierna och samtidigt visade sig vara en extremt komplicerad personlighet. Strax efter att han 1875 hade påbörjat sin tredje presidentperiod höggs han till döds av en machetebeväpnad colombian på trappan till presidentpalatset.
García Moreno blev ökänd för sina prokyrkliga och diktatoriska tillvägagångssätt men han lämnade flera viktiga bidrag till nationens utveckling, bland annat inom utbildningssektorn. Införandet av nya skolor inom alla nivåer, från grundskola till den polytekniska skolan i Quito, var allmänt uppskattad trots att det var jesuiterna som hade den största delen i färdigställandet av dessa. Kommunikationerna med Quito förbättrades avsevärt genom vägbyggen till Esmeraldas och Babahoyo, nära Guayaquil, liksom den första delen av järnvägen från Quito till Riobamba och Guayaquil. Dessa offentliga insatser enade nationen och hjälpte Quito att påbörja ett långvarigt försök att överbrygga de geografiska hindren som historiskt hade isolerat staden, en isolering som var ett hinder för landets integrering med världsekonomin.
Mellan 1852 och 1890 tiofaldigades exporten. Produktionen av kakao, som var den viktigaste exportprodukten under slutet av 1800-talet, ökade från 6,5 miljoner kilo till 18 miljoner kilo under samma period. Jordbrukets exportproduktion, som var koncentrerad till kustregionen nära Guayaquil, blev nära förknippad med liberalerna vars politiska makt stadigt ökade under perioden. Det dröjde dock 20 år efter García Morenos död innan liberalerna kunde samla sin styrka tillräckligt för att återfå regeringskontrollen i Quito.

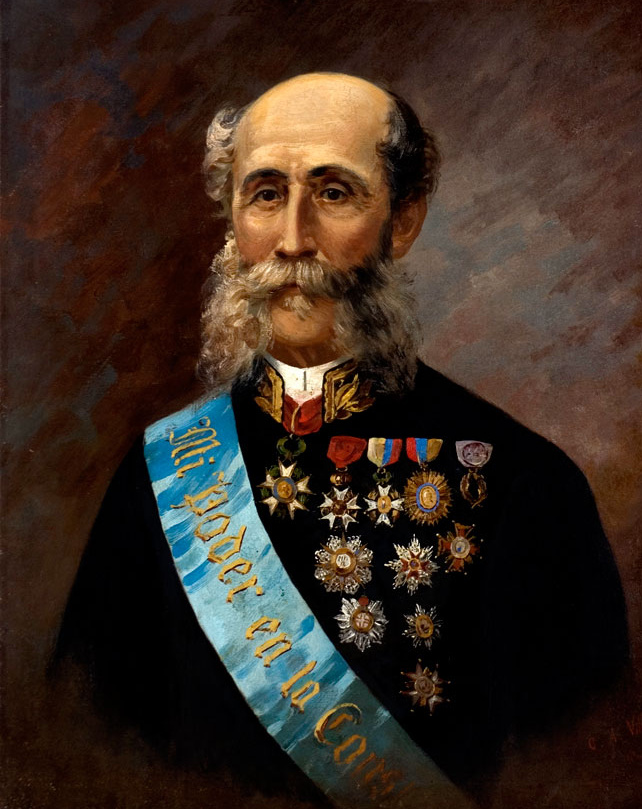
Antonio Flores Jijón

Fem olika presidenter regerade under de två decennierna mellan konservativ och liberal regering. Den förste, Antonio Borrero, försökte att införa en laglig regering men efter 10 månader vid makten störtades han av den ende militäre diktatorn under perioden, Ignacio de Veintemilla. Även om han kom till makten med hjälp av den gamle liberalen general Urbina, växte han fram som en populistisk militärdiktator snarare än en politiker med partianknytning eller ideologiska kopplingar. Han var enormt populär och hade en förmåga att samla folket med arbeten inom olika samhällsprogram samt storskaliga offentliga fester och danser under storhelger. Veintemilla satt vid makten fram till 1883 och nådde framgångar framför allt genom en ökad marin aktivitet samtidigt som Peru, Bolivia och Chile utkämpade Pacifikkriget.
Den konservative José María Plácido Caamaño var därefter president fram till 1888. Han fortsatte att vara en mäktig person under det lagligt valda progressiva partiet Partido Progresistas presidenter som kom efter honom, Antonio Flores Jijón och Luis Cordero Crespo. Flores, som var son till Juan José Flores, försökte att införa progressivism som en kompromiss mellan liberalism och konservatism. Det progressiva programmet krävde stöd från den romersk katolska kyrkan, laglig regering samt ett slut på diktatur och militäriskt styre, men trots att varken Caamaño, Flores eller Cordero klarade av att minska den ökande fientligheten mellan konservativa och liberaler, kännetecknades deras presidentperioder till största delen av politisk stabilitet och tillväxt. Tillväxten berodde dock mer på internationella omständigheter för kakaoexporten än på regeringens politik.
Halvvägs in i sin presidentperiod, 1895, drabbades Cordero av en skandal och anklagelser om att ha "sålt flaggan" vid en överenskommelse med Chile. Cordero tillät krigsfartyget Esmeralda, som Chile skulle sälja till Japan, att gå under ecuadoriansk flagg för att skydda Chiles neutralitet under en konflikt mellan Japan och Kina. Det förekom mutor och försvagad av skandalen samt flera militära upplopp, avgick presidenten i april samma år. I juni tog liberalerna makten i Guayaquil i José Eloy Alfaro Delgados namn. Tre månader senare återvände "den gamle slagskämpen" (ett smeknamn Alfaro hade fått efter sin väpnade kamp mot García Moreno) efter ett decennium i exil i centralamerika och marscherade in i segrande i Quito. Det blev slutet på Ecuadors experiment med progressivism och början på tre stormiga decennier under det radikala liberala partiet Partido Liberal Radical (PLR), vanligen kallat Partido Liberal.

### Liberala regeringar, 1895-1925

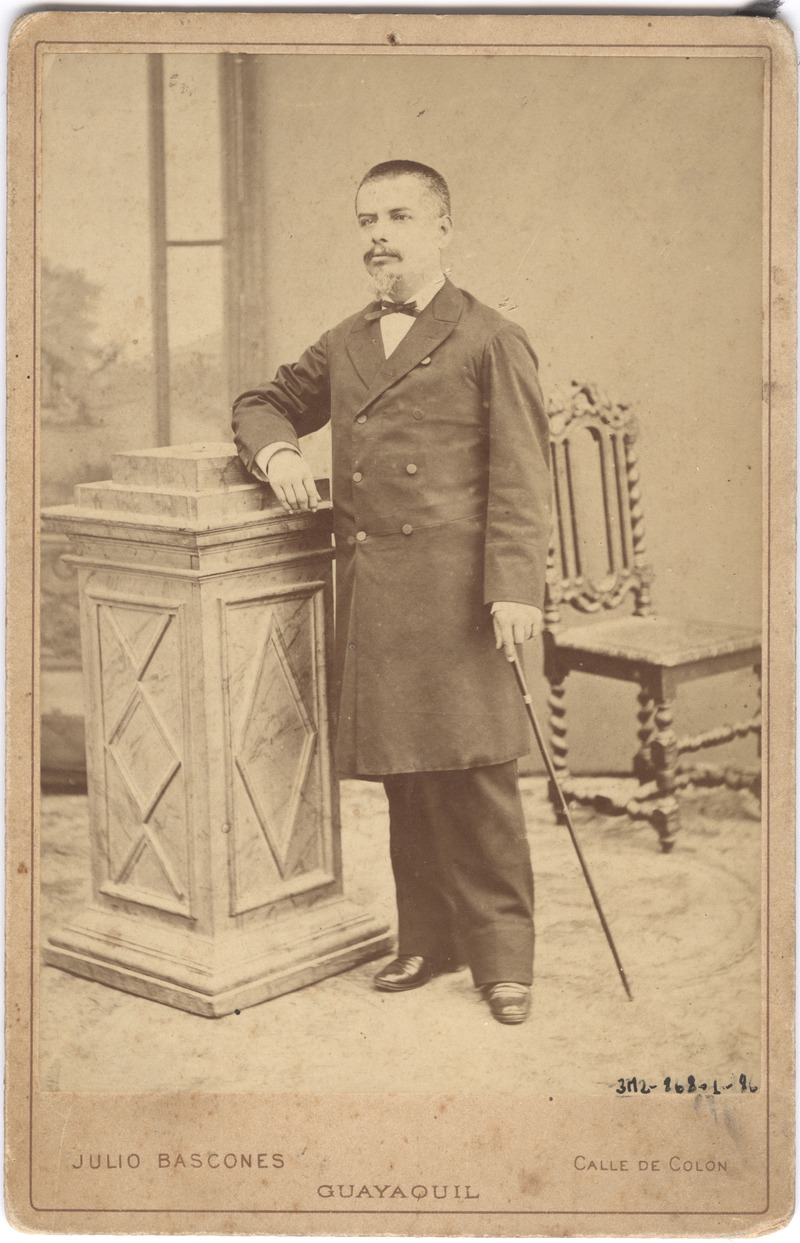
José Eloy Alfaro Delgado

Eloy Alfaro är den person som har haft mest inflytande på Ecuadors liberaler, i samma omfattning som García Moreno hade det på de konservativa. Vissa marxistiska grupper har lärt sig av Alfaro, men även om hans politiska program inte var socialistiskt så skulle det visa sig vara revolutionärt i den bemärkelsen att den eliminerade den romersk-katolska kyrkans makt och privilegier som den hade haft sedan García Morenos regeringstid. Katolska tjänstemän och deras konservativa allierade gav dock inte upp utan strid. Under Alfaros första presidentår skakades Ecuador av ett blodigt inbördeskrig där kyrkans män uppmanade den troende befolkningen att göra uppror mot de "ateistiska alfaras", men de slogs vanligen tillbaka av alfaristerna. De utlandsfödda biskoparna Pedro Schumacher från Portoviejo och Arsenio Andrade från Riobamba ledde de första motstånden mot Alfaro. Ett fullständigt blodbad kunde ha avvärjts genom ett storsint agerande av historikern och ärkebiskopen Federico González Suárez, som uppmanade kyrkan att ge upp den politiska jakten.
Detta sista kyrkliga slag för att få kontroll över Ecuador var dock meningslöst. Vid slutet av det liberala styret 1925 var inte katolicismen längre den konstitutionella statsreligionen, den officiella kyrkliga censuren av litteratur hade upphävts, många utländska katoliker hade utvisats, utbildningen hade sekulariserats, privata bröllop och skilsmässor tilläts, konkordatet med Vatikanen hade brutits, det mesta av kyrkans egendomar på landsbygden konfiskerades och republiken var inte längre dedicerad till Jesu heliga hjärta. Den romersk-katolska kyrkan i Ecuador skulle aldrig mer få så omfattande privilegier som den hade under slutet av 1800-talet.
En annan anledning till att de tre decennierna med PLR:s regering blev ihågkomna är färdigställandet 1908 av järnvägen mellan Guayaquil och Quito. Vid den tiden fördömdes dock Alfaro av sina kritiker för ett kontrakt med nordamerikanska entreprenörer för att färdigställa det projekt som hade påbörjats av García Moreno. Kritiken stoppade inte projektet för Alfaro men ett nationellt missnöje tvingade honom att avsluta alla förhandlingar med USA, som ville säkra färdigställandet av Panamakanalen, om de Ecuadorägda militärbaserna på Galapagosöarna. Alfaros band till USA visade sig även 1910, när ett krig mellan Peru och Ecuador om en flerårig gränstvist avvärjdes genom medling av USA tillsammans med Brasilien och Argentina.
Liberalerna genomförde några ytterligare stora förändringar. Systemet med att arbeta av skulder, som levde kvar i Sierra, reglerades av regeringen och fängsling på grund av skuldsättning avskaffades 1918. Dessa och andra begränsade sociala fördelar som gavs till indianer och arbetarklassens montuvio (mestiser vid kusten) överskuggades dock av den djupa depressionen i världsekonomin och liberalernas hårda undertryckande av den nybildade arbetarrörelsen i början av 1920-talet. Utöver detta gjorde liberalerna inte mycket för att skapa en stabil demokrati. Tvärtom innehöll den första halvan av perioden fler illegala maktövertaganden och militärledda regeringar än under tidigare decennier.
En stor anledning till instabiliteten under perioden var bristen på enighet inom PLR. Alfaro och ytterligare en stark militär, general Leónidas Plaza Gutiérrez, stred om ledarskapet inom partiet under nästan två decennier. Efter Alfaros första presidentperiod valdes Plaza för en konstitutionell period som varade mellan 1901 och 1905. 1906, strax efter att en nära vän till Plaza hade valts för att efterträda honom, genomförde Alfaro en statskupp och återtog presidentposten. Alfaro blev i sin tur avsatt 1911 efter att ha vägrat att överlämna makten till sin egen handplockade efterträdare, Emilio Estrada. Fyra månader senare ledde Estradas död av en hjärtattack till att ett inbördeskrig bröt ut som blev kulmen på rivaliteten mellan Alfaro och Plaza. Alfaro återvände från sin exil i Panama för att leda Guayaquils styrkor att avsätta interimsregeringen i Quito, som leddes av general Plaza. Upproret besegrades dock snabbt. Alfaro tillfångatogs och transporterades till Quito via den järnväg han själv hade färdigställt. Väl framme i huvudstaden blev Alfaro offentligen mördad tillsammans med flera av sina kumpaner, av en mob tillsatt av regeringen.
Strax efter tillträdde Plaza sin andra presidentperiod. Det var det första av fyra på varandra konstitutionella regeringsskiften. Efter Plaza (1912-1916) kom Alfredo Baquerizo Moreno (1916-1920), därefter José Luis Tamayo (1920-1924) och Gonzalo S. Córdova (1924-1925). Den verkliga makten innehades inte av regeringen, utan av en plutokrati av jordbruks- och bankintressen, vars nav var Guayaquils kommersiella och agrikulturella bank ledd av Francisco Urbina Jado. Denna bank fick inflytande genom att låna ut stora summor till regeringen och privatpersoner. Enligt den ecuadorianske historikern Oscar Efrén Reyes hade banken inflytande upp till presidenten och hans ministrar, senatorer och ställföreträdare, som gav sitt godkännande till banken. Många av de privata lånen togs av medlemmar ur Ecuadors jordbruksförening, en organisation som även fick bidrag för att arbeta för en internationell kartell av kakaoodlare, men som istället gick ner i medlemmarnas egna fickor.
Alla parter som var inblandade i la argolla, från regeringstjänstemän till bankirer och odlare, var utbildade miliser för den liberala saken. Det var inte bara politiska omständigheter som gjorde att partiet föll på grund av de finansiella aktiviteterna, utan även den nationella ekonomin som drabbades av en galopperande inflation som ett resultat av att pengar trycktes av de privata bankerna. De svåra ekonomiska problemen under liberalernas sista år vid makten orsakades även av faktorer som stod utanför politikernas kontroll. En svampsjukdom som förstörde Ecuadors kakaoträd och den ökande konkurrensen från brittiska kolonier i Afrika satte ett abrupt slut på de förhållanden som hade varit en fördel för Ecuadors kakaoexport i över ett århundrade. Det som blev kvar av nationens kakaoindustri raserades på grund av en djup nedgång på världsmarknaden under den stora depressionen.
Ecuadors ekonomiska kris i början av 1920-talet var särskilt svår för arbetarklassen och de fattiga. Reallönerna för de som hade jobb minskade på grund av inflationen, vilket ledde till att arbetarna gick ut i strejk i Guayaquil 1922 och året efter gjorde bönderna i centrala Sierra uppror. De båda stridsåtgärderna genomfördes för att höja lönerna men de slogs ner genom stora massakrer.
President Córdova, med sina när kopplingar till la argolla, kom till makten genom valfusk. Folkligt missnöje tillsammans med den ekonomiska krisen och en svag president, lade grunden för en blodlös statskupp i juli 1925. Till skillnad från tidigare militära kupper, genomfördes denna som en kollektiv kupp utan någon särskild caudillo. Medlemmarna ur Unga officersklubben som störtade Córdova kom till makten med en agenda som bland annat innefattade omfattande sociala reformer och ett slut på det liberala styret som hade urartat efter tre decennier vid makten.

### Ecuador på 2000-talet
- 2007 väljs Rafael Vicente Correa Delade till ny president. Han förblev president i tio år, till 2017. Correa var en politiskt vänsterinriktad president, som styrde Ecuador under en tid när landet fick ett rejält ekonomiskt uppsving. Han hade tillhört partiet Alianza País.

- 2018: I spåren av krisen i grannlandet Venezuela utlyser Ecuadors regering ett undantagstillstånd. Detta på grund av det stora antalet flyktingar som via Colombia tar sig till Ecuador.[10]
- I april 2020 dömdes Ecuadors förre president Rafael Correa  i sin frånvaro till åtta års fängelse för korruption under de tio år som han satt vid makten 2007–2017.  I valet 2017 fick Lenín Moreno, tidigare vicepresident, makten.[11]
- I maj 2021 blev högerpolitikern och affärsmannen Guillermo Lasso ny president i Ecuador. Han hade utropat sig till segrare i presidentvalet. Lasso fick 53 procent av rösterna och hans motståndare, vänsterkandidaten och ekonomen Andrés Arauz 47 procent. Lasso är också medlem i den ultrakonservativa katolska organisationen Opus Dei. Lasso ses fram för allt som ex-presidenten Rafael Correas motsats. Correa var själv blockerad från att ställa upp i val efter att hade dömts för korruption. Han befinner sig numera i Belgien.[12]